# Anshunsaurus
Anshunsaurus is een geslacht van uitgestorven thalattosauriërs binnen de familie Askeptosauridae. Er zijn fossielen gevonden uit afzettingen uit het Midden-Trias in Guizhou, China. Er zijn drie soorten bekend: de typesoort Anshunsaurus huangguoshuensis (benoemd in 1999), de iets oudere soort Anshunsaurus wushaensis (benoemd in 2006) en de soort Anshunsaurus huangnihensis (benoemd in 2007).

## Beschrijving en soort
Anshunsaurus was een zeereptiel met een lange nek, een slanke schedel en een lange, peddelachtige staart. In vergelijking met de lange romp zijn de ledematen erg klein. Anshunsaurus wordt gekenmerkt door een lang jukbeen in de schedel, versmolten postorbitale en postfrontale botten rond de ogen, een bovenkaaksbeen dat deel uitmaakt van de rand van de oogkas, een opperarmbeen met grote kammen en een groot kuitbeen.

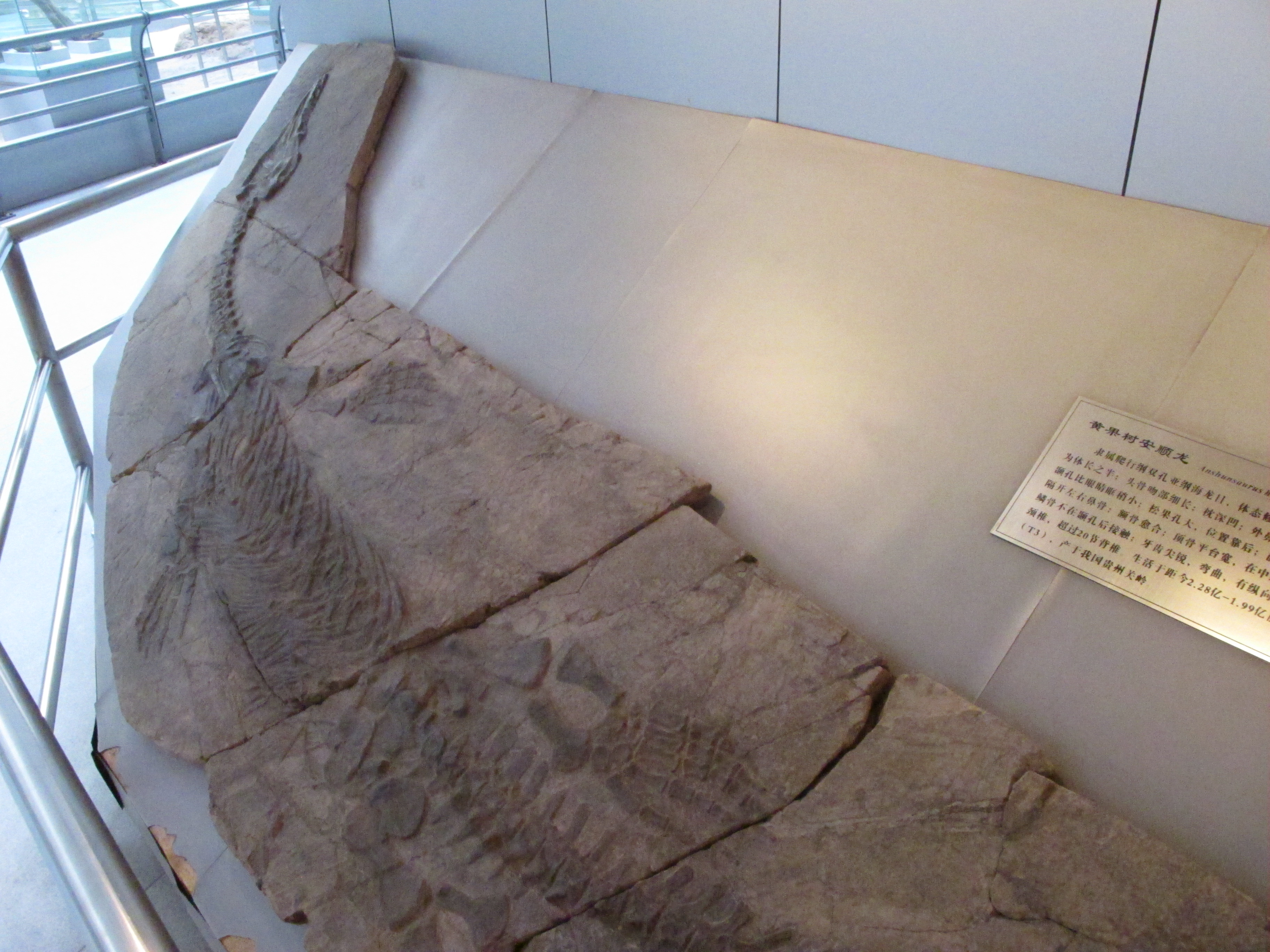
De voorzijde

De typesoort Anshunsaurus huangguoshuensis werd in 1999 benoemd uit de Falang-formatie uit het Ladinien/Carnien in Guanling County. Hoewel er verschillende complete skeletten bekend zijn, zijn de meeste exemplaren samengedrukt in een plaat en van boven of onderen zichtbaar. Het holotype IVPP V11835 van Anshunsaurus huangguoshuensis is van boven zichtbaar bewaard gebleven, terwijl het tweede exemplaar IVPP V11834 van onderen zichtbaar is bewaard. Gezien deze exemplaren groeide Anshunsaurus huangguoshuensis tot ongeveer driehonderdvijftig centimeter lang. Hoewel de punt ervan in geen enkel exemplaar bewaard is gebleven, maakte de staart ten minste de helft van de lengte van het dier uit. Een juveniel exemplaar van Anshunsaurus huangguoshuensis werd beschreven in 2015.
De tweede soort Anshunsaurus wushaensis werd in 2006 benoemd uit Xingyi. Anshunsaurus wushaensis is iets kleiner dan Anshunsaurus huangguoshuensis en heeft een kleinere kop in verhouding tot zijn lichaamslengte. Het heeft ook kortere doornuitsteeksels met ribbels op hun bovenoppervlak, een kortere vierde vinger op de hand, een goed ontwikkelde entepicondyle op het opperarmbeen en een korter jukbeen. Een juveniel exemplaar van Anshunsaurus wushaensis werd beschreven in 2007, waardoor Anshunsaurus de enige thalattosauriër is met een andere bekende groeireeks dan Xinpusaurus. De schouder- en bekkengordels zijn asymmetrisch bij dit exemplaar, wat suggereert dat de botten aan de linker- en rechterkant van het dier niet in hetzelfde tempo verbeenden terwijl het groeide.
In 2007 werd de derde soort Anshunsaurus huangnihensis beschreven vanuit Xingyi. Het onderscheidt zich van de andere twee soorten door de vorm van zijn ravenbeksbeen, een bot van de schoudergordel.

## Classificatie
Toen het voor het eerst werd beschreven in 1999, werd gedacht dat Anshunsaurus een lid van de Sauropterygia was. In 2000 werd Anshunsaurus opnieuw gedetermineerd als een thalattosauriër en is sindsdien in deze groep gebleven. Hij werd geplaatst in de Askeptosauridae, samen met het geslacht Askeptosaurus uit Europa. Beide thalattosauriërs behoren tot de Askeptosauroidea, een groep die wordt gekenmerkt door hun lange nek en smalle schedels. Van de drie soorten Anshunsaurus deelt Anshunsaurus huangnihensis meer kenmerken met andere thalattosauriërs als Askeptosaurus en Endennasaurus. Deze kenmerken suggereren dat Anshunsaurus huangnihensis een overgangsvorm is tussen eerdere thalattosauriërs en de latere soorten van Anshunsaurus.